# Caponago
Caponago is een gemeente in de Italiaanse provincie Monza e Brianza (regio Lombardije) en telt 4917 inwoners (31-12-2004). De oppervlakte bedraagt 5,0 km², de bevolkingsdichtheid is 959 inwoners per km².

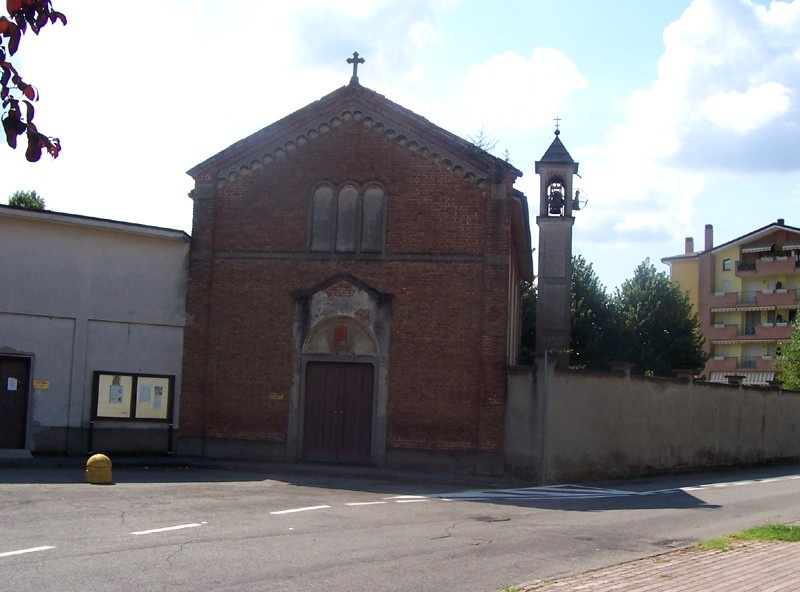
S. Giorgio
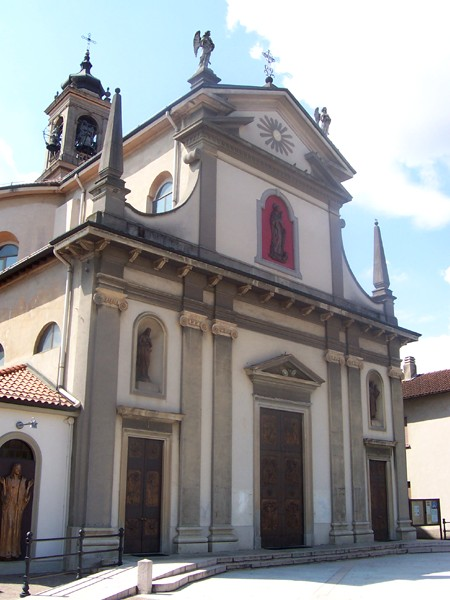
S. Giuliana

## Demografie
Caponago telt ongeveer 1957 huishoudens. Het aantal inwoners steeg in de periode 1991-2001 met 39,2% volgens cijfers uit de tienjaarlijkse volkstellingen van ISTAT.
| Jaar | Inwoneraantal |
| ---- | ------------- |
| 1991 | 3251          |
| 2001 | 4524          |

## Geografie
De gemeente ligt op ongeveer 158 m boven zeeniveau.
Caponago grenst aan de volgende gemeenten: Agrate Brianza, Cambiago, Pessano con Bornago, Carugate.

## Geboren
- Giuseppe Colnago (1923-2000), motorcoureur